# Augusto Coutinho
Augusto Rodrigues Coutinho de Melo (Recife, 22 de outubro de 1962) é um engenheiro civil e político brasileiro, filiado ao Republicanos.
Disputou sua primeira eleição para vereador do Recife pelo Partido da Frente Liberal (PFL) e foi eleito por dois mandatos consecutivos (em 1992 e 1996) logo em seguida deputado estadual de Pernambuco, em 1998, com 34.651 votos. Reeleito em 2002 com 44.760, e em 2006 com 56.813, sempre figurando entre os mais votados. Nas eleições de 2010 foi eleito deputado federal por Pernambuco com 70.096 votos, assumindo o mandato em fevereiro 2011. Em 2014 obteve 67.918 ficando na primeira suplência da coligação, assumindo mandato em fevereiro de 2015.
Tornou-se deputado federal, após a nomeação de Danilo Cabral para a secretaria de Planejamento de Pernambuco, pelo governador Paulo Câmara.
Atualmente, é Deputado federal de Pernambuco após ser eleito nas Eleições de 2018 para o mandato 2019-2022.

## Condecorações
| Insígnia | País   | Honra                                 | Data                   |
| -------- | ------ | ------------------------------------- | ---------------------- |
|          | Brasil | Grande Oficial da Ordem de Rio Branco | 21 de novembro de 2023 |